# 남원 백련사 선종영가집 언해
남원 백련사 선종영가집 언해(南原 白蓮寺 禪宗永嘉集 諺解)는 대한민국 전북특별자치도 남원시 인월면 중군리, 백련사에 있는, 불경이다. 2014년 10월 31일 전라북도의 유형문화재 제228호로 지정되었다.

## 지정 사유
선종영가집 언해는 당나라 영가 현각(永嘉 玄覺)이 찬술하였으며, 송나라 행정(行靖)이 주를 달고 정원(淨源)이 수정과문(修定科文)한 선종 불서이다. 비록 상권 1책이 결본상태이며 권수(卷首)와 권말(卷末)이 온전한 상태는 아니지만 조선 세조 년간(1417~1468)에 간행된 간경도감(刊經都監) 원본으로 동일한 판본인 보물 제774호 선종영가집 언해와 보물 제1163호 선종영가집 언해와 같이 조선전기 한글 연구에 매우 중요한 가치를 지니고 있다.

## 같이 보기
- 선종영가집(언해) - 보물 제774호
- 선종영가집(언해) 권하 - 보물 제1163호

## 참고 자료
- 남원 백련사 선종영가집 언해 - 국가유산청 국가유산포털